# Rossa Fanning

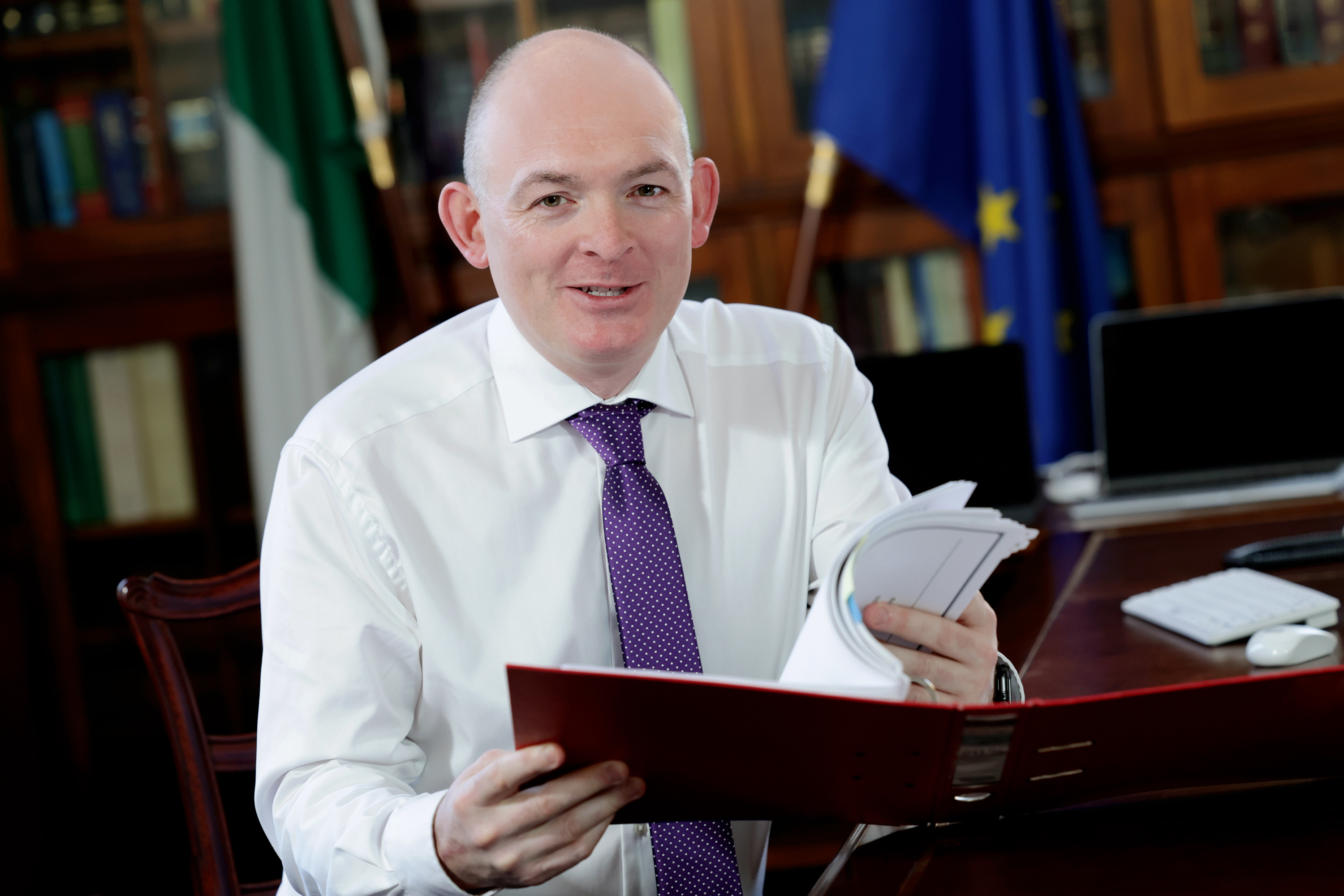
Rossa Fanning

Rossa Fanning (* 1976 in Leopardstown, Dublin) ist ein vormaliger irischer Prozessanwalt. Er ist seit dem 17. Dezember 2022 Attorney General of Ireland (Generalstaatsanwalt).

## Leben
Fanning erwarb seinen Abschluss am Blackrock College. Er studierte Rechtswissenschaften am University College Dublin und absolvierte 1983 ein Auslandsstudium an der University of Michigan Law School als Fulbright-Stipendiat. Dort erwarb er seinen Master of Laws (LLM). 1999 wurde er als Anwalt zugelassen und 2016 zum Senior Counsel ernannt. 
Seinen Schwerpunkt setzte er als Anwalt im Zivil-, Wirtschafts- und Insolvenzrecht. 
Zwischenzeitlich lehrte er Handels- und Verfassungsrecht am University College Dublin.
Am 17. Dezember 2022 wurde er von Leo Varadkar zum Attorney General of Ireland ernannt. In dieser Funktion blieb er auch beim Wechsel des Taoiseach in der Regierung Harris und nach der Wahl 2024 in der Regierung Martin II.